# Санітарно-епідеміологічна станція Деснянського району
Саніта́рно-епідеміологі́чна ста́нція Десня́нського райо́ну м. Ки́єва — державний заклад санітарно-епідеміологічної служби першої категорії Деснянського району міста Києва, підпорядкований Міністерству охорони здоров'я України. Утворений 15 березня 1988 року. Розташований у триповерховій будівлі, збудованій у 1995 році, за адресою — вулиця Костянтина Данькевича, 4.
З 1988 року станцію очолює головний державний санітарний лікар Олексій Красножан. Санепідстанція здійснює державний санітарно-епідеміологічний нагляд за 1700 об'єктами силами двох оперативних підрозділів (санітарно-гігієнічного та епідеміологічного) та двох лабораторій: санітарно-хімічної та бактеріологічної у складі 30 лікарів, 4 фахівців з вищою немедичною освітою та 53 — середніх медичних працівників. СЕС є базовою для підготовки студентів Національного медичного університету імені Олександра Богомольця та Першого Київського медичного коледжу.
Діяльність санепідстації має профілактичну спрямованість. СЕС здійснює моніторинг за станом інфекційної та паразитарної захворюваності в районі, бере участь в розробці районних програм та координації роботи служб з профілактики інфекційних хвороб, веде контроль за роботою лікувально-профілактичних закладів, організує роботу з імунопрофілактики інфекційних захворювань (дифтерії, кору, кашлюку, туберкульозу, поліомієліту, правцю та інших); проводить заходи з охорони території району від заносу особливо небезпечних (карантинних) інфекцій: холери, чуми, жовтої гарячки, геморагічних гарячок), СНІДу та зооантропонозних інфекцій: сказу, лептоспірозу, сибірки.
Задачею санепідстанції є також впровадження комплексу заходів щодо попередження, локалізації та ліквідації, в разі виникнення, епідемічних ускладнень, запобігання гострим та хронічним отруєнням людей.
Лабораторне відділення санепідстанції має достатній науково-технічний потенціал і виконує широкий спектр профілактичних бактеріологічних та санітарно-хімічних досліджень об'єктів навколишнього середовища (вода, повітря, харчові продукти), проводить інструментальні вимірювання рівня шуму, вібрації освітлюваності та параметрів мікроклімату.